# Kostolná Ves
Kostolná Ves és un poble i municipi d'Eslovàquia que es troba a la regió de Trenčín. La primera menció escrita de la vila es remunta al 1332.

## Demografia
| Godina             | 1994 | 2004   | 2014   | 2024    |
| ------------------ | ---- | ------ | ------ | ------- |
| Nombre de persones | 459  | 467    | 445    | 499     |
| Diferència         |      | +1,74% | −4,71% | +12,13% |

| Godina             | 2023 | 2024   |
| ------------------ | ---- | ------ |
| Nombre de persones | 507  | 499    |
| Diferència         |      | −1,57% |